# Xanadu (stad)

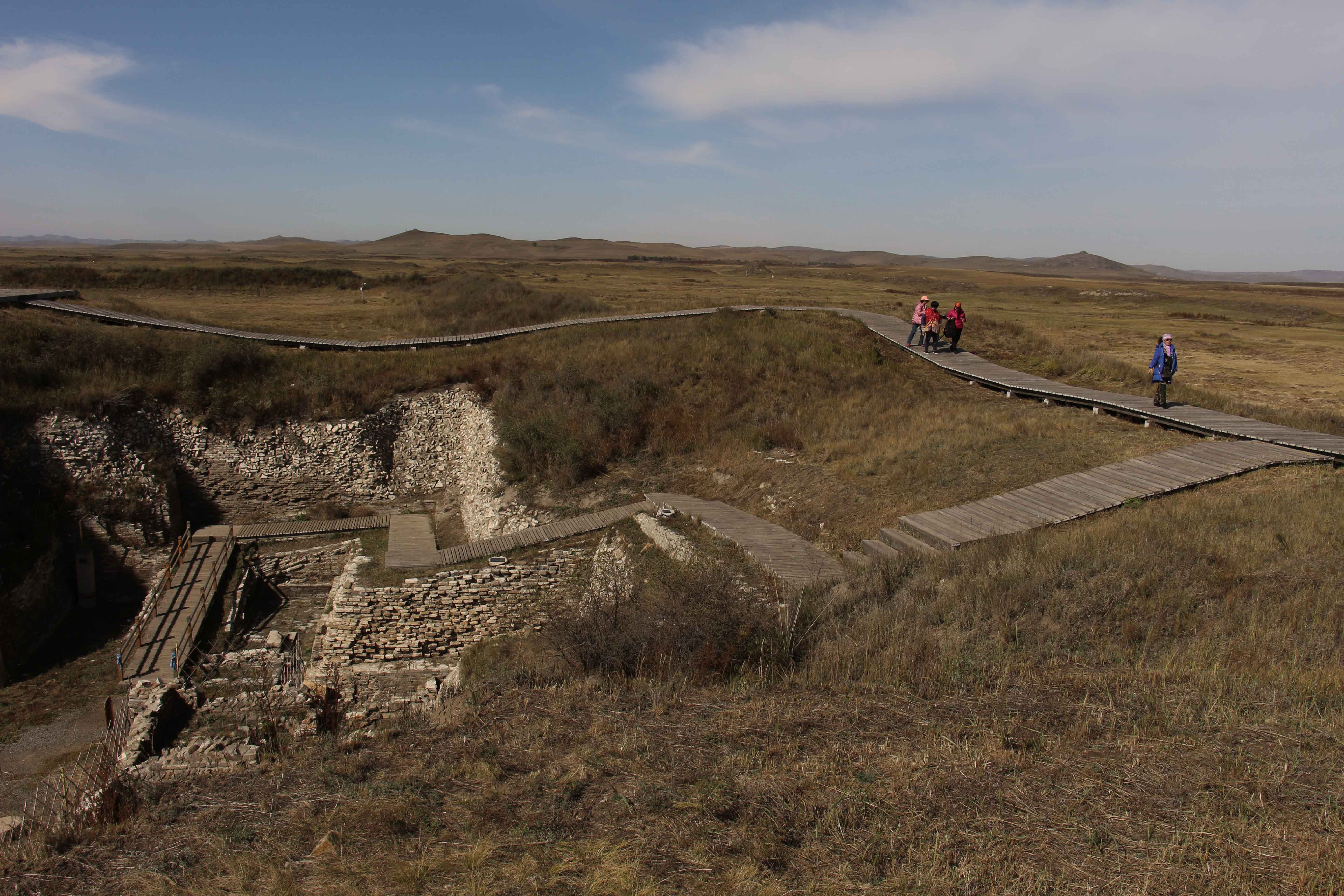
Shangdu

Xanadu of Shangdu (Chinees: 上都) was de zomerresidentie van  Koeblai Khan die hij vanaf 1256 liet bouwen. De oorspronkelijke naam van de stad was Kaiping.  De stad lag in het gebied van het huidige district Xilin Gol in Binnen-Mongolië. In 1260 werd  daar de khuriltai georganiseerd waar Koeblai Khan na de dood in 1259 van Möngke Khan  gekozen werd  tot khagan van het Mongoolse rijk. Die verkiezing resulteerde in een strijd met zijn broer Ariq Boke over de feitelijke macht in het rijk. Tijdens die periode werd Kaiping het militaire hoofdkwartier van Koeblai Khan. Yanjing – het huidige Peking- werd de stad van waaruit de legers van Koeblai Khan werden bevoorraad.
In 1263 werd Kaiping hernoemd naar Xanadu (Shangdu, Bovenste Hoofdstad). In 1272 kreeg Yanjing de naam Daidu (Grote Hoofdstad)  en werd de belangrijkste stad van het rijk. Xanadu bleef echter belangrijk. De khan en zijn belangrijkste staf verbleven ieder jaar van mei tot september in de stad. In die periode werden belangrijke religieuze rituelen uitgevoerd. Xanadu was tot aan 1328 de stad waar alle khuriltais werden georganiseerd.
Aan het eind van de periode van de Yuan-dynastie werd de stad door rebellen van de toen verboden Witte Lotus die opereerden onder de naam van de Rode Hoofdbanden platgebrand. Tijdens de volgende Ming-dynastie werd in het resterende deel van de stad een garnizoen gelegerd. Rond 1430 werd de stad geheel verlaten.
Archeologisch onderzoek heeft duidelijk gemaakt dat Xanadu opgebouwd was uit drie grote vierkanten. Het eerste was een buitenste stad, daarnaast een keizerlijke stad die daar aan grensde en dan de kleinere paleisstad.  Iets ten noorden van de buitenste stadsmuur lag een park en jachtgebied waar Koeblai Khan een verplaatsbaar paleis van bamboe bouwde.

## Beschrijvingen

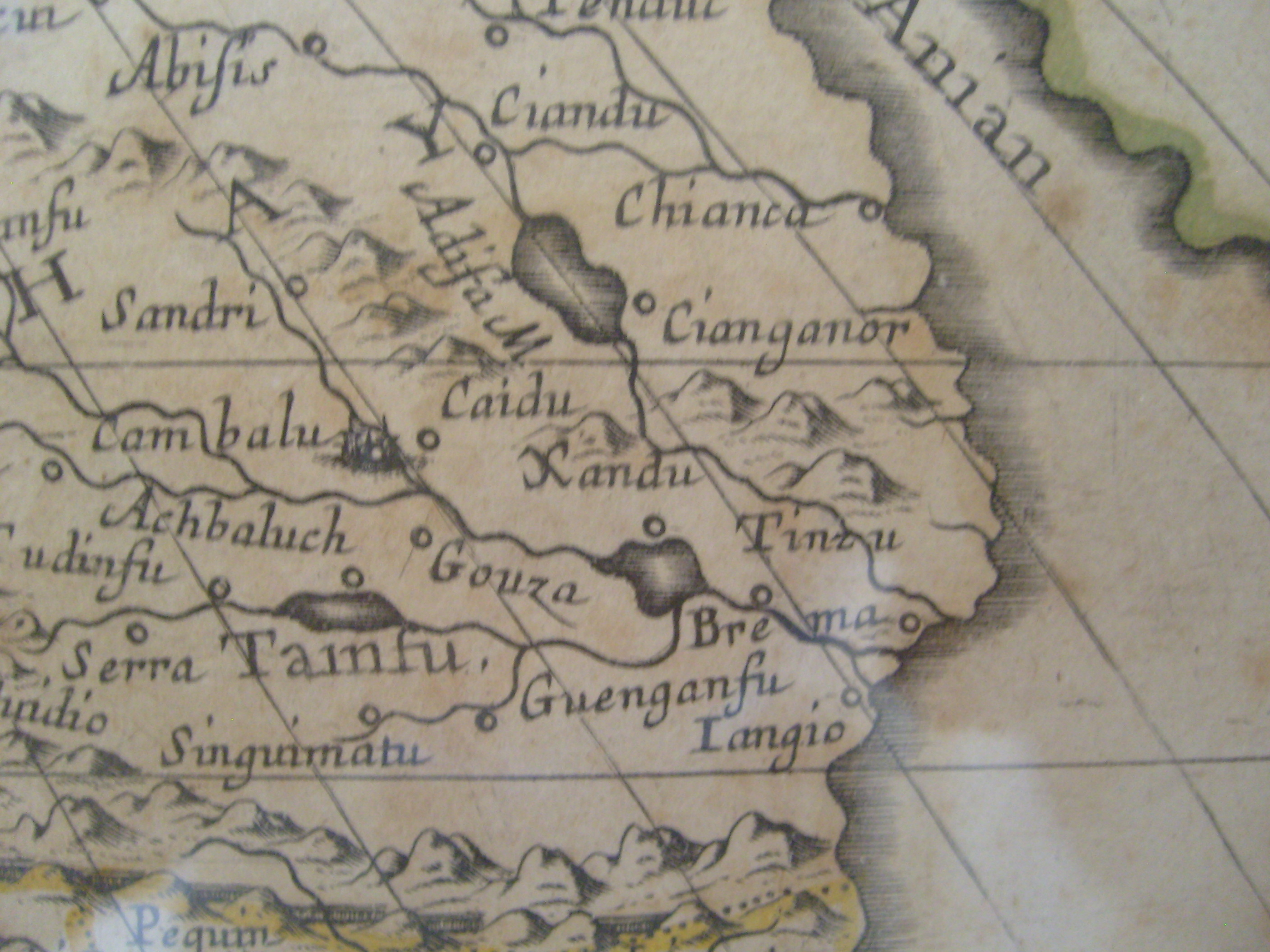
Xanadu (hier gespeld als Xandu) op een kaart uit 1650 van Nicolas Sanson. De stad was toen al drie eeuwen vernietigd

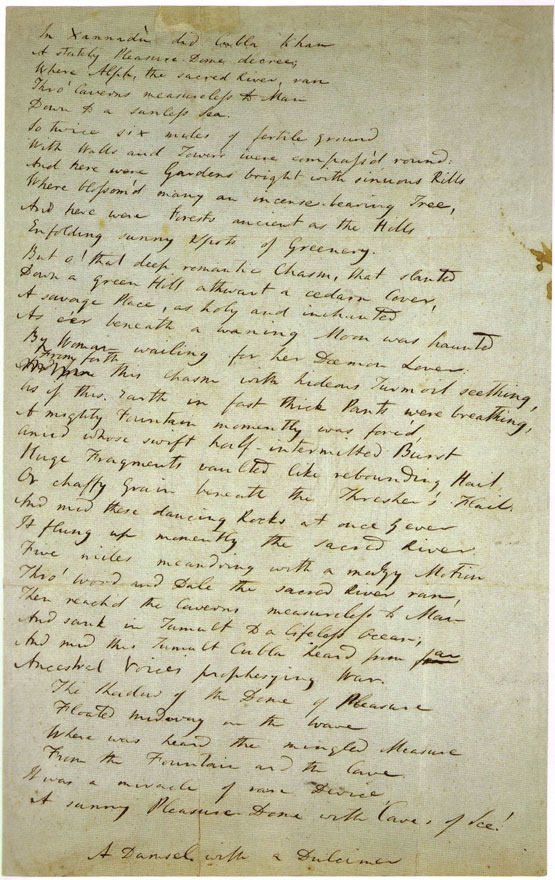
Handgeschreven versie van het gedicht Kubla Khan door Samuel Taylor Coleridge

De eerste bekende beschrijving is van Marco Polo in Il Milione, opgetekend door Rustichello van Pisa. Marco Polo moet de stad omstreeks 1275 bezocht hebben en beschreef een aantal paleizen in de stad, fonteinen en prachtige boomgaarden. In Il Milione wordt ook de uitgebreide dierentuin in het jachtgebied uitvoerig beschreven. De bewondering van Marco Polo ging vooral uit naar de kudden van albino paarden alsmede van sneeuwwitte koeien. Ook uit andere literatuur is duidelijk dat deze paarden en de melk van de merries een belangrijke rol speelden bij rituelen. Er was een religieus festival aan hen gewijd dat altijd plaatsvond op de dag dat de khan in september Xanadu weer verliet. In Il Millione wordt vermeld dat Op de dag van het festival melk van deze sneeuwwitte paarden in vaten gegoten wordt, die door de khan op diverse plekken wordt uitgegoten om de goden te eren.
In het boek wordt ook het verplaatsbare paleis van bamboe beschreven. Marco Polo vermeldde dat al het bamboe verguld was dan wel van lakwerk voorzien met schilderijen.
In 1614 publiceerde de Engelse geestelijke Samuel Purchas  Purchas his Pilgrimes – or Relations of the world and the Religions observed in all ages and places discovered, from the Creation unto this Present. In het boek is een korte beschrijving van Xanadu, gebaseerd op Il Milione. In 1625 verscheen een nieuwe  versie onder de titel Purchas his Pilgrimes met nu een zeer uitgebreide beschrijving van Xanadu.
De bekendste Mongoolse beschrijving is De Treurzang van Toghun Temür, de laatste keizer van de Yuan-dynastie en de eerste van de Noordelijke Yuan-dynastie. Het is een gedicht, waarin de keizer het verlies van Daidu en Xanadu betreurt en hun schoonheid roemt.  Het gedicht, waarvan de vroegst bekende schriftelijke versie uit de zeventiende eeuw dateert, brengt de droefheid van de Mongolen en hun hoop dat de lijn van Dzjengis Khan ook in de nieuwe situatie zal continueren tot uitdrukking.
Voor een wat groter Europees publiek werd Xanadu bekend door de eerste publicatie in 1816 van het gedicht Kubla Khan van de Britse  dichter Samuel Taylor Coleridge. Het door Marco Polo vermelde paleis van bamboe wordt in het gedicht benoemd als  a stately pleasure-dome. De eerste regels van het gedicht zijn:
In Xanadu did Kubla Khan
a stately pleasure-dome decree
where Alph the sacred river ran
through caverns measureless to man
down to a sunless sea
Het begrip Xanadu werd daarna in de 20e en 21e eeuw vele malen gebruikt, zoals in  de film "Citizen Kane" van Orson Welles.